# Rio do Sul (microregio)
Rio do Sul is een van de 20 microregio's van de Braziliaanse deelstaat Santa Catarina. Zij ligt in de mesoregio Vale do Itajaí en grenst aan de microregio's Ituporanga, Blumenau, Canoinhas, Curitibanos en Campos de Lages. De microregio heeft een oppervlakte van ca. 5.268 km². In 2006 werd het inwoneraantal geschat op 189.560.
Twintig gemeenten behoren tot deze microregio:
- Agronômica
- Aurora
- Braço do Trombudo
- Dona Emma
- Ibirama
- José Boiteux
- Laurentino
- Lontras
- Mirim Doce
- Pouso Redondo
- Presidente Getúlio
- Presidente Nereu
- Rio do Campo
- Rio do Oeste
- Rio do Sul
- Salete
- Taió
- Trombudo Central
- Vitor Meireles
- Witmarsum

Mesoregio's: Grande Florianópolis · Norte Catarinense · Oeste Catarinense · Serrana · Sul Catarinense · Vale do Itajaí

Microregio's: Araranguá · Blumenau · Campos de Lages · Canoinhas · Chapecó · Concórdia · Criciúma · Curitibanos · Florianópolis · Itajaí · Ituporanga · Joaçaba · Joinville · Rio do Sul · São Bento do Sul · São Miguel do Oeste · Tabuleiro · Tijucas · Tubarão · Xanxerê